# سبيرل زون (مسلسل كرتوني)
سبيرل زون (بالإنجليزية:Spiral Zone) ، هي مسلسلات أمريكية أنتجت سنة 1987 ، وهذه التسمية أقتبست من الأنمي الياباني الشهير (Spiral Zone) والتي أنتجه شركة بانداي اليابانية، عرضت في الشاشة التلفزة الأمريكية بتاريخ 21 سبتمبر سنة 1987 ، وهي تعد من أقوى أفلام الكرتون الأمريكية في العقد 1980 ، وعرضت في التلفزيون السعودي في فترة التسعينات خلال عرضها للقناة الثانية الناطقة باللغة الإنجليزية.

## قصة
حدثت القصة في سنة 2007م الافتراضية، قيام العالم الخبير العسكري المنشق يدعى جيمس بينت زعيم النافذة السوداء، وهو يقوم يإستخدام المكوك الفضاء الافتراضي لتحويل الناس إلى أشباه مشوهين ملطخين بالمرض الجلدي للون الأحمر وعيونهم تحول من الأبيض إلى اللون الأصفر، وبسبب استخدامه للمكوك الغريب، قام أبطال المسلسل قيامه خططاً للقضاء على المكوك الفضائي المشبوه، وكان هدفهم إستهداف مبنى كرايسلير بمدينة نيويورك.

## النافذة السوداء
يسمى فرقة المكوك الفضاء بالنافذة السوداء بسبب إخفاء وجوههم لمواجهة أبطال المسلسل، وهم:
- د. بينت ، وهو الزعيم والخبير التكنلوجي لتحويل جزء من العالم إلى أشباه المشوهين.
- بانديت ، أي «قاطع الطريق» ، ويعمل بجانب د. بينت، وينتمي للجذور الشرق الأوسطية.
- بقية الشخصيات الرئيسية الثلاث كل من: دوشيس داير ورازورباك وريبير.

## سبيريل زون
سبيريل زون، هم أبطال المسلسل وقد اجتمعوا من الولايات المتحدة والاتحاد السوفيتي لمواجهة النافذة السوداء، وهم:
- القائد ديرك كاريدج ، بطل أمريكي وقائد الطيران في مبنى كرايسيلر.
- تانك شميت ، خبير الأسلحة الثقيلة من ألمانيا الغربية.
- هيرو تاكا ، مقاتل محترف من اليابان.
- ماكس جونز ، مقاتل من الولايات المتحدة.
- كاترينا أنستاشيا ، طبيبة وتعالج مرضى الفريق من وباء النافذة السوداء.

## وصلات خارجية
- سبيرل زون على موقع IMDb (الإنجليزية)
- سبيرل زون على موقع كينوبويسك (الروسية)
- سبيرل زون على موقع ألو سيني (الفرنسية)
- سبيرل زون على موقع قاعدة بيانات الفيلم (الإنجليزية)

## مواقع إلكترونية ذات صلة
- SpiralZone.com: The #1 resource for both the Tonka and Bandai SPIRAL ZONE series (unofficial)
- Reviews on the original Bandai Spiral Zone collection
- Spiral Zone Toys info
- Flashback Review: Spiral Zone